# Samuel Lanckoroński
Samuel Lanckoroński z Brzezia herbu Zadora (zm. 1638) – dworzanin królewski, kasztelan wiślicki, kasztelan sądecki, starosta małogoski, dziedzic dóbr włodzisławskich.

## Rodzina
Pochodził z zasłużonego dla historii Polski i kultury narodowej rodu Lanckorońskich, z gałęzi osiadłej na Włodzisławiu. Był synem Hieronima na Włodzisławiu Lanckorońskiego (zm. ok. 1605), łowczego sandomierskiego i Anny Drohiczyńskiej, kasztelanki lubaczowskiej (zm. po 1605). Stryjem Samuela był Krzysztof Lanckoroński.

## Kariera
- otrzymuje staranne wychowanie w domu rodzinnym, w którym dużą wagę przywiązywano do nauki[3],
- wychowany w kalwinizmie, po rokoszu Zebrzydowskiego przechodzi na katolicyzm,
- 1611 – poślubia Zofię z Dąbrowicy, córkę Jana Firleja, podskarbiego wielkiego koronnego,
- 1613 – odbiera różnowiercom kościół w Wodzisławiu[4]; za zezwoleniem biskupa Piotra Tylickiego Samuel Lanckoroński dał prezentę na trzy lata komendarzowi, księdzu Bartłomiejowi[5]
- 1616 – zostaje dworzaninem króla Zygmunta III Wazy, co umożliwiło mu szybką karierę urzędniczą
- 1618 – otrzymuje od króla nominację na kasztelana wiślickiego oraz starostwo małogoskie; jest dobrodziejem szpitala dla ubogich w Małogoszczu zwanego Betanią i kościoła,
- 16 lutego 1620 – czyni zapis, na mocy którego ubodzy dostawali kwartalnie 1 złoty polski, uposaża też szkołę małogoską[6]

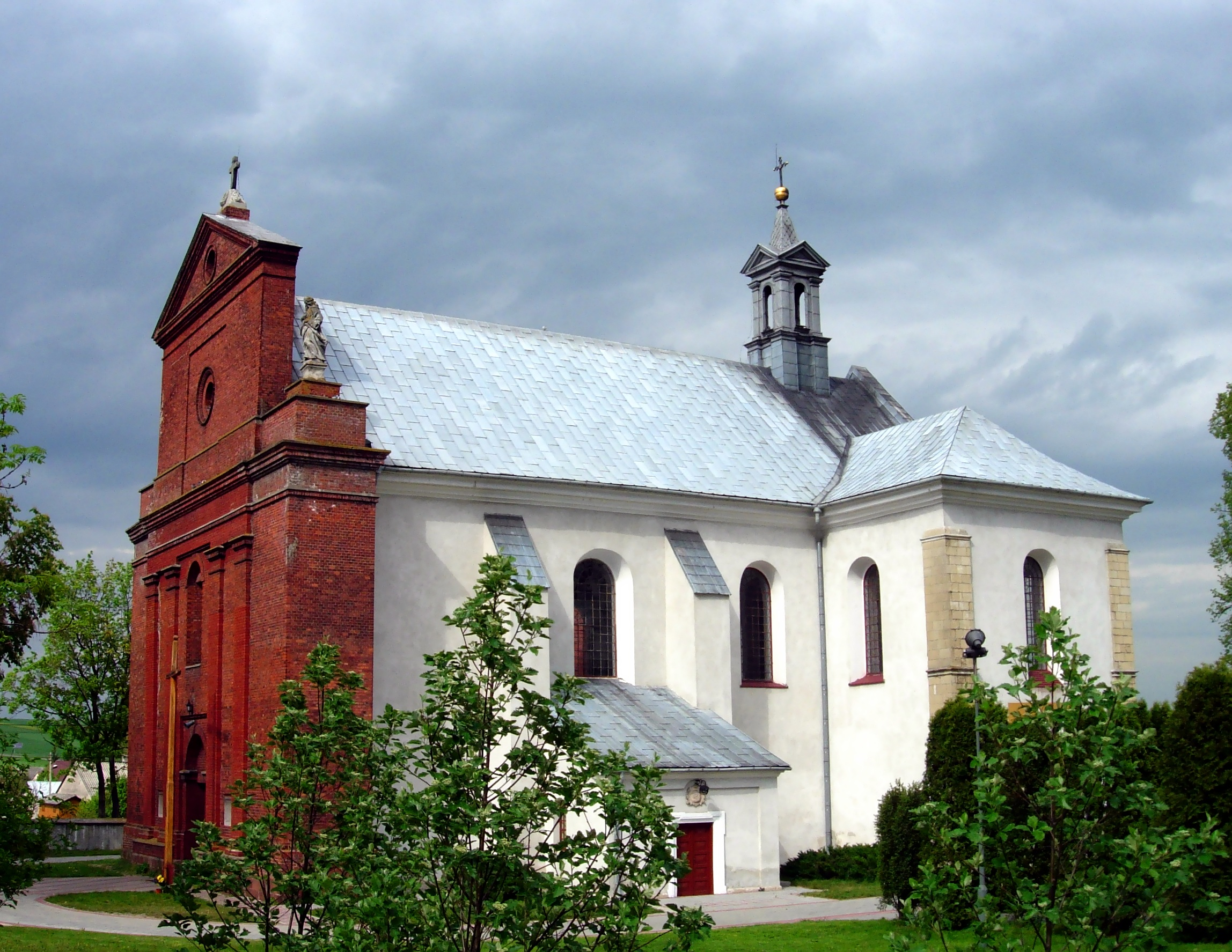
Kościół św. Marcina w Wodzisławiu

- 1621 – wyjeżdża do Padwy i zapisuje się na uniwersytet; jednakże jeszcze w tym samym roku stawia się do Lwowa na pospolite ruszenie zbierające się przeciw Turkom[7]; w tym samym roku z fundacji Samuela Lanckorońskiego rozpoczęto w Wodzisławiu budowę nowego, murowanego kościoła pw. św. Marcina. W jego podziemiach wybudowano kryptę z przeznaczeniem na rodową nekropolię[8]
- 1624 – otrzymuje dla żony prawo wspólności na starostwie małogoskim; wśród żon Lanckorońskich Zofia Firlejówna należała do kobiet o wielkiej powadze i autorytecie, była m.in. fundatorką Bractwa Różańcowego w Wodzisławiu[9]
- 1631 – wysłuchuje skarg Koniecpolskich na służbę, która miała dokonać jakiegoś napadu
- 1632 – jako poseł[potrzebny przypis] uczestniczy w sejmie elekcyjnym, popierając królewicza Władysława; był elektorem Władysława IV Wazy z województwa sandomierskiego w 1632 roku[10], sprawuje opiekę nad dziećmi swego stryjecznego brata Zbigniewa, podkomorzego sandomierskiego, dziedzica Kurozwęk[11]
- 1637 – procesuje się z proboszczem małogoskim[12]
- ok. 1638 – wznosi nową rezydencję starosty małogoskiego w Cieślach i utrzymuje chorągiew jazdy[13]
- 16 kwietnia 1638 – otrzymuje kasztelanię sądecką
- umiera w 1638 roku, prawdopodobnie mając 59 lat[14].

Ze związku z Zofią z Dąbrowicy Firlejówną Samuel Lanckoroński pozostawił liczne potomstwo, bo aż siedmiu synów i siedem córek.